# Макбрайд, Мартина
Марти́на Ма́рия Макбра́йд (англ. Martina Mariea McBride; 29 июля 1966, Шэрон, Канзас, США) — американская певица.

## Биография и начала карьеры
Семья будущей певицы была музыкальной — группа «Schiffters», в состав которой входили члены семьи Мартины, играла на местных вечеринках. Мать, Верла Джин ДеЛано Шифф (13 марта 1935 — 10 января 2020), умерла после экстренной операции на сердце в возрасте 84-х лет.
Окончив школу, девушка поступила в колледж, однако отучилась там лишь один семестр, отдав предпочтение музыкальной карьере (она вошла в состав рок-команды, которую организовали её друзья).
Вскоре Мартина отправила две своих демо-кассеты в студию «RCA» в конверте, на котором написала «Это то, что вам нужно». В результате ей предложили прийти на прослушивание, все сложилось удачно и девушка подписала контракт со студией.
- LP Everlasting (2014)

## Личная жизнь
С 15 мая 1988 года Мартина замужем за музыкальным инженером Джоном Макбрайдом. У супругов есть трое дочерей: Делани Кэтрин Макбрайд (род.22.12.1994), Эмма Жюстин Макбрайд (род.29.03.1998) и Ава Роуз Кэтлин Макбрайд (род.20.06.2005).